# Flora e fauna del Niger

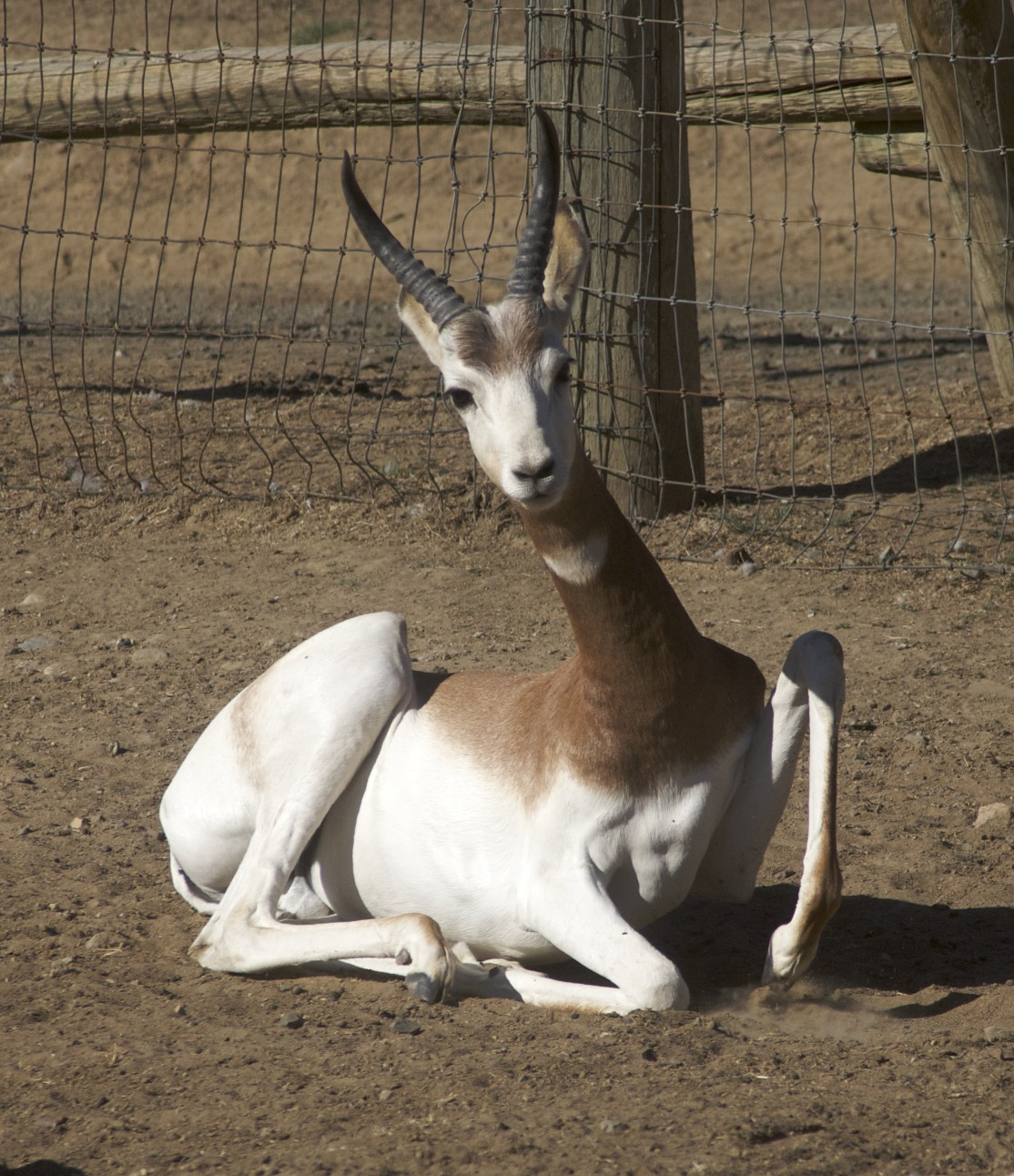
Nanger dama, simbolo nazionale del Niger.

La flora e la fauna del Niger sono piuttosto varie. Le aree protette coprono una superficie complessiva di circa 8,5 milioni di ettari, pari al 6,6% dell'area totale del paese, una cifra che dovrebbe raggiungere alla fine l'obiettivo dell'11% fissato dalla IUCN grazie alla creazione di ulteriori riserve. La gazzella dama (Nanger dama) è diventata il simbolo nazionale. Con il nome hausa meyna o ménas, la gazzella dama compare sullo stemma della nazionale di calcio del Niger, i cui giocatori vengono chiamati popolarmente Ménas.
Ci sono 138 specie di mammiferi in Niger, di cui 4 in pericolo critico, 3 in pericolo, 9 vulnerabili e 7 prossime alla minaccia. Una di esse sopravvive ormai unicamente in cattività. BirdLife International ha segnalato la presenza di 507 specie di uccelli, di cui 31 più o meno minacciate e una introdotta; è possibile che altre specie non siano ancora state localizzate, nonostante la scarsa copertura vegetale.
La conservazione della natura è assicurata da leggi e regolamenti emanati dal governo del Niger, che ha imposto un divieto di caccia permanente in modo da garantire la sopravvivenza di specie come leoni, ippopotami e giraffe. L'arrivo delle cicogne di Abdim (Ciconia abdimii) preannuncia l'imminente stagione dei monsoni, avvisando i contadini di preparare la terra per le future operazioni agricole.
Lo Iullemeden, una falda acquifera che garantisce una grande quantità di risorse idriche, alimenta il Niger e gli stati limitrofi di Mali e Nigeria ed è oggetto di un attento monitoraggio; questi paesi stanno tentando congiuntamente di fermare il suo sfruttamento eccessivo, che sta causando non solo l'abbassamento del livello delle acque sotterranee, ma anche la scomparsa del lago Ciad e la diminuzione della portata del fiume Niger, da cui dipende in gran parte la fauna selvatica del paese.

## Disposizioni legali

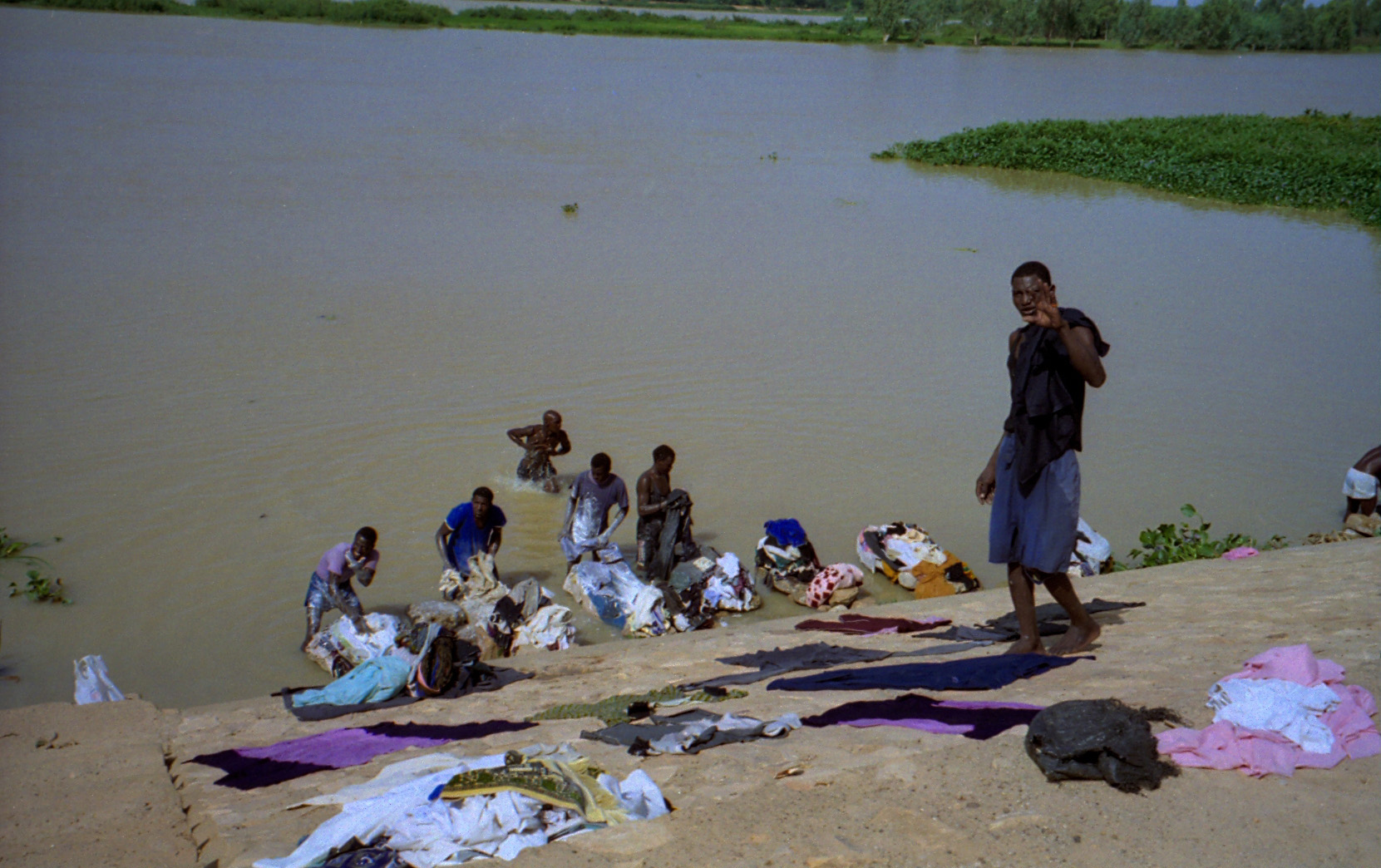
Il fiume Niger a Niamey, la capitale.

Le leggi coloniali francesi costituirono la base dell'attuale legislazione ambientale. La caccia venne ufficialmente vietata nel 1974. Negli anni dopo l'indipendenza, per la conservazione della natura sono state emanate leggi sotto forma di atti e regolamenti ed è stato istituito un gran numero di riserve naturali e parchi nazionali.

### Atteggiamenti della popolazione nei confronti dell'ambiente
Sebbene nel paese non manchino leggi e atti per il corretto sfruttamento delle acque, delle foreste e degli alberi che si trovano su terreni coltivati, della flora e della fauna, il problema principale è stabilire un adeguato meccanismo per la loro attuazione. Tra la popolazione persiste l'idea generale che il mondo naturale non sia di alcuna utilità.
Tuttavia, alcune popolazioni locali di certe regioni hanno sentito il bisogno di preservare determinate specie di uccelli e foreste sacre per i posteri. Sulle montagne dell'Aïr vicino a Tchirzorone, un marabutto locale (un leader religioso) impedisce l'abbattimento degli alberi e l'uccisione degli animali. Anche le piante vengono preservate per le loro proprietà medicinali. In alcune zone l'arrivo delle cicogne di Abdim (Ciconia abdimii) preannuncia l'imminente stagione dei monsoni, avvisando i contadini di preparare la terra per le future operazioni agricole.
Il paese dipende strettamente dalle istituzioni internazionali e dalle ONG per quanto riguarda la conservazione della natura, dato che le finanze dello stato sono inadeguate per far fronte alle spese.

## Geografia

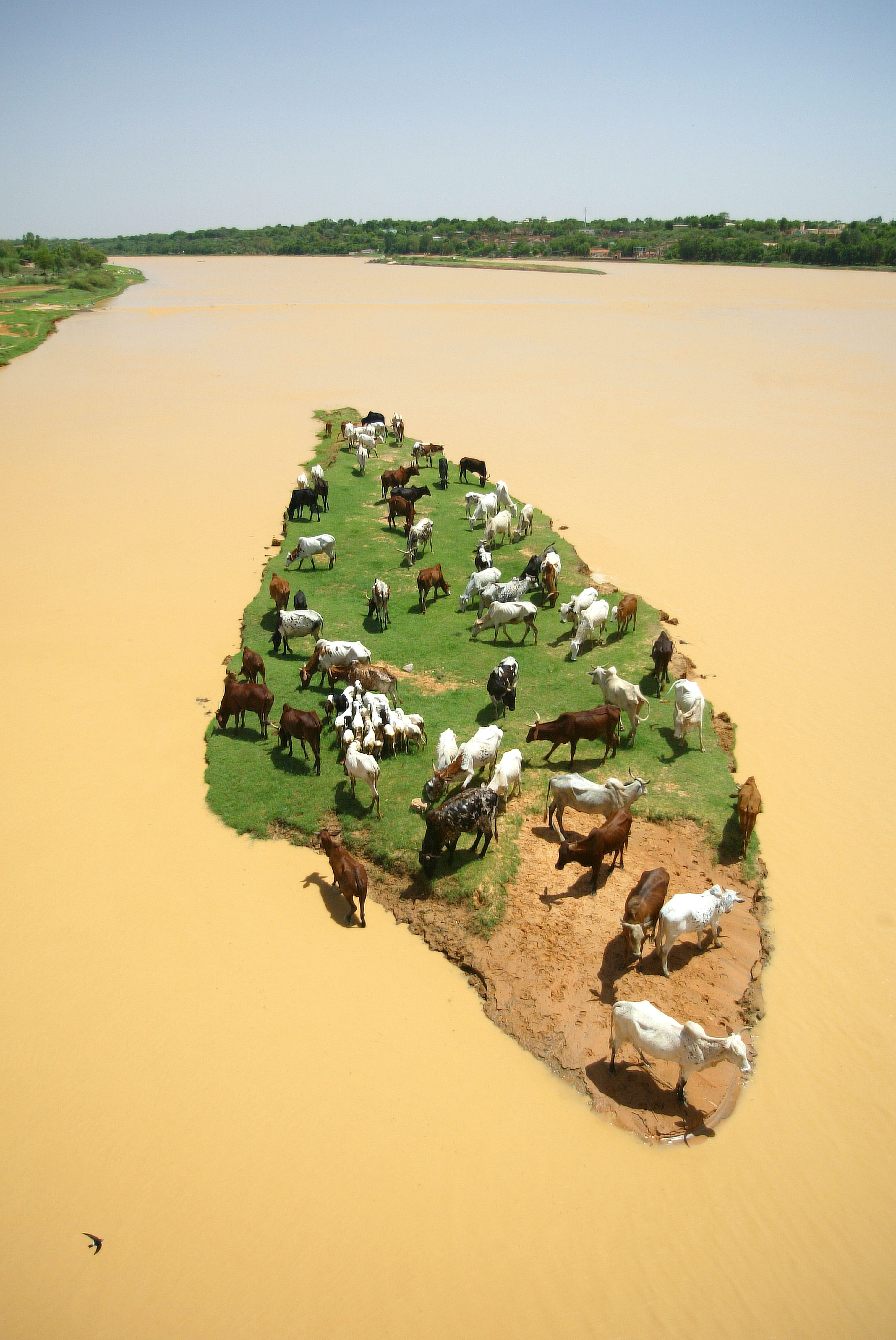
Animali al pascolo su un'isola nel fiume Niger.

Paese senza sbocco sul mare della regione subsahariana, il Niger ha una topografia caratterizzata da dune di sabbia, deserti e alture, distribuiti su tre ampie fasce: la zona desertica settentrionale, la zona semiarida centrale e la fertile zona sud-occidentale. Condivide i confini internazionali con sette paesi, Nigeria, Ciad, Algeria, Mali, Burkina Faso, Benin e Libia: la fauna può così passare liberamente da un paese all'altro, rendendo così necessaria la creazione di parchi nazionali e riserve gestite dalla cooperazione congiunta di più paesi.
Il Niger è un paese relativamente pianeggiante, con un'altitudine media compresa tra 200 e 500 metri. I bassopiani sono costituiti prevalentemente da sedimenti terziari disposti in strati orizzontali. Altopiani creati da depositi di sedimenti sono sovrapposti a formazioni di laterite non soggette ad erosione. I depositi di sabbia sono una caratteristica comune nelle zone più basse. Le zone montuose sono costituite dalle pittoresche montagne dell'Aïr nella parte centro-settentrionale, culminanti con il monte Greboun (2310 m), dall'altopiano del Djado nel nord-est, con un'altitudine variabile tra 800 e 1000, e dal massiccio di Termit, che forma la parte centro-orientale del paese, dall'altitudine massima di 710 m.
In tutte queste zone collinari le precipitazioni sono più abbondanti rispetto a quelle dei bassopiani che le circondano. Questa condizione determina anche la vegetazione delle zone collinari, dove sono state segnalate perfino specie mediterranee e afromontane. Oltre al fiume Niger, l'altra fonte di acqua superficiale perenne è il fiume Komadougou Yobé. Nella regione meridionale del paese, dove le precipitazioni sono adeguate e il terreno è fertile e boscoso, viene praticata l'aridocoltura.
Le acque che drenano da queste catene montuose confluiscono tutte nel fiume Niger, l'unico fiume perenne del paese, che scorre nel sud-ovest. La sua acqua è di importanza cruciale per la sopravvivenza della fauna selvatica. Un'altra importante fonte di acqua superficiale è il lago Ciad, uno specchio d'acqua effimero che si riempie solo durante la stagione delle piogge e si riduce ad un insieme di pozzanghere durante la stagione secca (da gennaio a maggio). Nel corso degli anni la sua estensione si è inoltre ridotta sempre più.
Non meno importanti sono le acque sotterranee della ricca falda acquifera nota come «Iullemeden», che si estende fin nei limitrofi paesi di Mali e Nigeria ed è in una fase di sovrasfruttamento. I tre paesi hanno messo in atto una serie di leggi per impedire un prelievo eccessivo che eviti l'abbassamento della falda freatica, che potrebbe avere ripercussioni anche sulla portata del fiume Niger. Un'altra fonte di acqua nelle regioni desertiche del paese sono le oasi.

### Clima
Il clima del Niger, che determina la distribuzione della flora e della fauna, è subtropicale a nord e tropicale a sud e i dati della stazione meteorologica di Niamey sono indicativi per l'intero paese. I periodi di siccità sono abbastanza comuni, in quanto la stagione delle piogge monsoniche è breve e la sua distribuzione all'interno delle tre regioni geografiche è variabile.
Sebbene il paese riceva una quantità media di precipitazioni annue di 600 millimetri (da maggio a settembre), esse cadono in maniera torrenziale – anche 50 millimetri al giorno – nell'arco di un periodo molto breve e questo fa sì che la quantità di acqua caduta dreni rapidamente per flusso superficiale senza arricchire la falda acquifera sottostante. Questa condizione, unita alle alte temperature, provoca siccità che possono influire per molti anni sulla vegetazione.
La distribuzione spaziale delle precipitazioni varia da regione a regione. Nel nord del paese, nella regione sahariana (che copre più o meno il 50% della superficie del Niger) cadono appena 100 millimetri o meno di pioggia all'anno; le praterie del Sahel, nel sud, ricevono 150-350 millimetri di pioggia durante i mesi monsonici di giugno-agosto, e nella regione saheliana meridionale la piovosità annuale varia tra 350 e 600 millimetri durante i mesi monsonici di giugno-settembre.
Le temperature medie oscillano tra un massimo di 50 e un minimo di 30 °C. Temperature più miti si registrano durante i tre mesi di dicembre, gennaio e febbraio. A queste condizioni così estreme si deve la scarsa varietà floristica del paese: anche nella fascia di savana le erbe sono piuttosto rade. L'escursione termica annuale nel nord-est e nel sud-ovest è rispettivamente di 16 e di 9 °C.

## Parchi nazionali e riserve

Estensione del parco nazionale W.

Le aree protette del Niger coprono una superficie pari a circa il 7,7% del paese. Sei delle riserve rientrano a pieno nei criteri categorizzati dalla IUCN. Le aree protette del paese sono: la riserva naturale dell'Aïr e del Ténéré (7736000 ettari), che comprende il santuario dell'Addax (1280500 ettari), la riserva faunistica di Tamou (75000 ettari), la riserva faunistica di Gadabédji (76000 ettari), la riserva del Tadrès, la riserva di Tamou, la riserva faunistica di Dosso (306000 ettari), il Dallol Bosso, l'area umida di Kokorou, la riserva naturale del massiccio di Termit e il parco nazionale W (220000 ettari).
Oltre a queste vi sono 79 riserve forestali che coprono 212000 ettari e 51 aree di ripristino e protezione del territorio di 69000 ettari che si estendono in tutte e tre le regioni geografiche; queste sono amministrate dalla Direction de l'Environnement del Ministero dell'idraulica e dell'ambiente (MHE). È stata proposta inoltre l'istituzione di alcune riserve di pesca per preservare le risorse acquatiche. Quattro zone umide sono state incluse nella Convenzione di Ramsar sulle zone umide.

### Il parco nazionale W

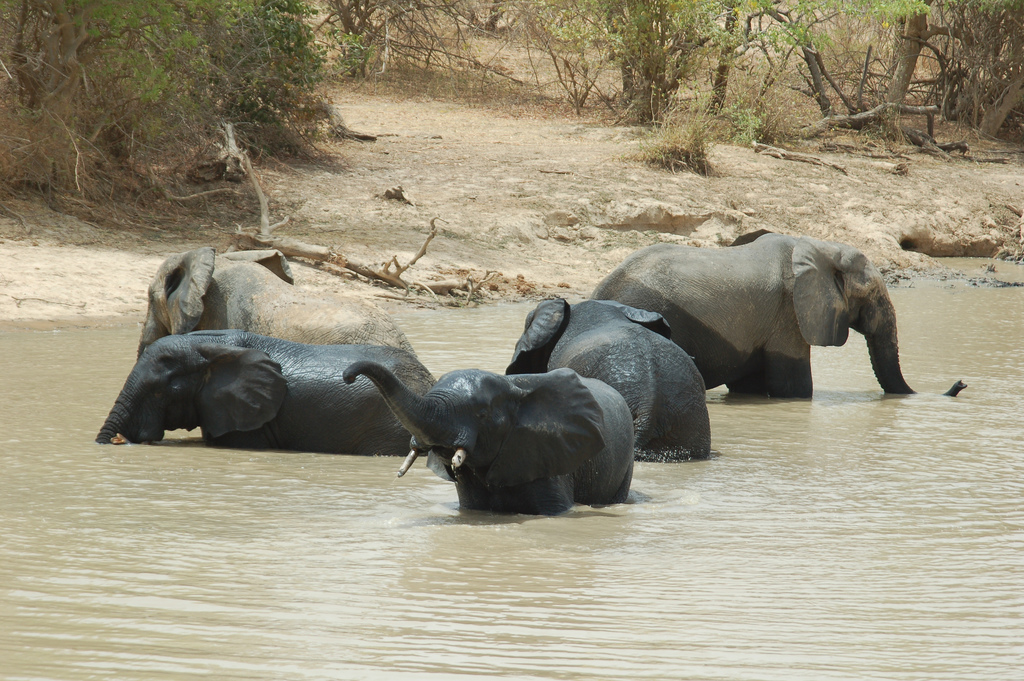
Elefanti nel parco.

Il parco nazionale W, che si estende su un'area di 220000 ettari, si trova 125 chilometri a sud di Niamey, la capitale del Niger, nell'angolo sud-occidentale del paese. Questo parco transfrontaliero si chiama così perché sorge su un'ansa del fiume Niger che in questo punto si snoda a formare la figura della lettera «W». Trattandosi di un parco transfrontaliero, la sua gestione è sotto il controllo di Benin, Burkina Faso e Niger. Esso ospita quattro dei cosiddetti «cinque grandi dell'Africa» – l'elefante, il leone, il bufalo cafro e il leopardo. All'interno del parco, l'habitat della savana copre una superficie di 10000 km².
Il parco presenta una ricca avifauna, ben 450 specie segnalate, «una delle più alte del mondo» Tra le specie più comuni da avvistare vi sono ippopotami, sciacalli e molti tipi di scimmie, serpenti e rettili. È un sito patrimonio dell'umanità e anche riserva della biosfera. Nel parco vive l'ultima popolazione rimasta di giraffa dell'Africa occidentale (Giraffa camelopardalis peralta).

### La riserva dell'Aïr e del Ténéré
La riserva dell'Aïr e del Ténéré è un'area di 80000 km² (l'Aïr è un massiccio montuoso e il Ténéré un'area desertica) che è stata designata patrimonio dell'umanità già nel 1991, sebbene figuri tra quelli in pericolo dal 1998. Comprende la metà orientale delle montagne dell'Aïr e quella occidentale del deserto del Ténéré. È la seconda riserva naturale più grande dell'Africa e la quarta più grande del mondo.
La riserva è ricca di flora e fauna. La popolazione di struzzi qui presente è in diminuzione, ma l'associazione Sahara Conservation ha messo in atto appositi programmi di conservazione per favorirne il recupero. Essa racchiude la riserva naturale integrale del santuario dell'Addax, creata nel 1988 e nucleo centrale dell'area protetta, istituita specificatamente per proteggere l'addax (Addax nasomaculatus). È anche stata identificata da BirdLife International come Important Bird Area.

### La riserva del massiccio di Termit

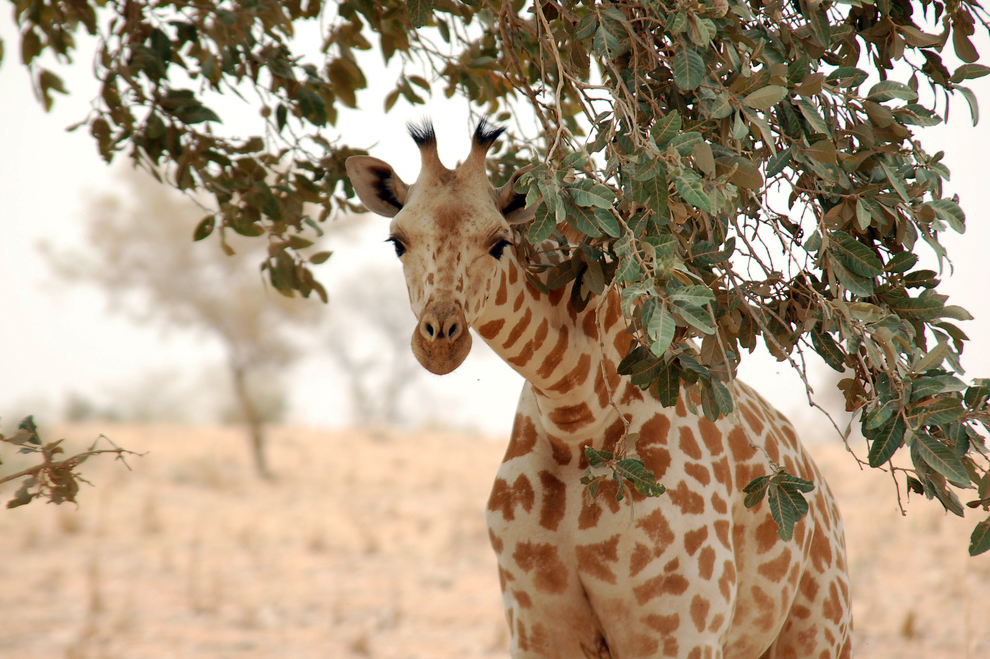
Una giraffa dell'Africa occidentale fa capolino sotto un albero di acacia nella savana tigrata vicino Kouré.

La superficie della riserva del massiccio di Termit è stata ulteriormente ampliata nel 2012. Oggi, con un'area di 100000 km², è la più grande riserva singola dell'Africa. Nel 1998 è stata dichiarata area destinata alla conservazione delle antilopi del Sahara, in quanto presenta una combinazione di habitat deserti e montani che si estendono sia attraverso la fascia sahariana che quella saheliana del paese. L'intera area del massiccio di Termit e del deserto di Tin-Toumma è considerata un hotspot di biodiversità. Ospita una fauna propria delle zone aride comprendente specie come l'addax, la gazzella dorcade, il ghepardo, la capra berbera, la iena striata, l'otarda nubiana e quella araba e la testuggine sulcata. In essa ha trovato rifugio anche la gazzella dama, una specie in pericolo critico.

## Flora e fauna
Ci sono 138 specie di mammiferi in Niger, di cui 4 in pericolo critico, 3 in pericolo, 9 vulnerabili e 7 prossime alla minaccia. Una di esse sopravvive ormai unicamente in cattività. BirdLife International ha segnalato la presenza di 507 specie di uccelli, di cui 31 più o meno minacciate e una introdotta; è possibile che altre specie non siano ancora state localizzate, nonostante la scarsa copertura vegetale.

### Flora
In Niger predominano in particolare gli ecosistemi di tipo desertico. Nonostante il clima arido, nel paese vi sono 2124 specie di piante, di cui 210 hanno valore nutritivo (in particolare durante i periodi di carestia). L'estensione della copertura vegetale è molto limitata a causa delle condizioni climatiche. Nella savana si incontrano soprattutto alberi di kapok, baobab, mogano bastardo, karité e acacia, mentre tra le erbe ricordiamo il Cenchrus biflorus. La superficie alberata complessiva, pari a 11,2 milioni di ettari, è pari all'8% del paese, ma le foreste vere e proprie sono appena lo 0,65%.

### Fauna

#### Mammiferi
In Niger sono state registrate 3200 specie animali, di cui 2021 di insetti. Tra le specie maggiormente degne di nota ricordiamo specie rare come l'elefante africano della savana (Loxodonta africana), la iena striata, il ghepardo (Acinonyx jubatus), il cobo, il leopardo (Panthera pardus), il leone (Panthera leo), varie antilopi, il facocero comune (Phacochoerus africanus), l'orice dalle corna a sciabola (Oryx dammah), gli ippopotami (Hippopotamus amphibius) del fiume Niger, i lamantini, l'endemica giraffa dell'Africa occidentale (Giraffa camelopardalis peralta), in pericolo di estinzione, e l'ancor più minacciata gazzella dama, simbolo nazionale del Niger (chiamata meyna o ménas in lingua hausa).
La popolazione della gazzella dama è in continua diminuzione da tempo: il suo status di conservazione, valutato dalla IUCN come «Vulnerabile» nel 1986, è cambiato successivamente in «Minacciato» nel 1990 e «Criticamente Minacciato» nel 2006. La specie sopravvive in piccolo numero nella parte orientale della riserva naturale dell'Aïr e del Ténéré e al confine con il Mali; tale declino si deve alla perdita dell'habitat, ma soprattutto alla caccia indiscriminata.
Nelle riserve di Termit e di Tin-Toumma convivono simpatricamente quattro specie di canidi, il lupo africano, la volpe di Rüppell, la volpe pallida e il fennec, quattro di felidi, il gatto delle sabbie, il gatto selvatico africano, il caracal e il ghepardo, e la iena striata. Per preservare la fauna della regione, i confini della riserva di Termit sono stati allargati fino a comprendere la regione di Tin-Toumma; l'area protetta così creata, della superficie di 100000 km², è divenuta la riserva più estesa dell'Africa.

#### Avifauna
Le specie di uccelli presenti nel paese sono 507. Di seguito vengono elencate quelle minacciate, assieme al loro stato di conservazione IUCN – «prossimo alla minaccia» (NT), «vulnerabile» (VU), «in pericolo» (EN) o «in pericolo critico» (CR): moretta tabaccata (Aythya nyroca, NT), fenicottero minore (Phoeniconaias minor, NT), otarda di Denham (Neotis denhami, NT), otarda nubiana (N. nuba, NT), otarda araba (Ardeotis arabs, NT), pittima reale (Limosa limosa, NT), chiurlo maggiore (Numenius arquata, NT), piovanello comune (Calidris ferruginea, NT), pernice di mare orientale (Glareola nordmanni, NT), albanella pallida (Circus macrourus, NT), averla capirossa (Lanius senator, NT), anatra marmoreggiata (Marmaronetta angustirostris, VU), moriglione (Aythya ferina, VU), tortora (Streptopelia turtur, VU), gru pavonina (Balearica pavonina, VU), nibbio codadiforbice (Chelictinia riocourii, VU), aquila serpentaria di Beaudouin (Circaetus beaudouini, VU), aquila rapace (Aquila rapax, VU), bucorvo abissino (Bucorvus abyssinicus, VU), falco cuculo (Falco vespertinus, VU), capovaccaio (Neophron percnopterus, EN), falco giocoliere (Terathopius ecaudatus, EN), avvoltoio orecchiuto (Torgos tracheliotos, EN), aquila marziale (Polemaetus bellicosus, EN), aquila delle steppe (Aquila nipalensis, EN), serpentario (Sagittarius serpentarius, EN), falco sacro (Falco cherrug, EN), capovaccaio pileato (Necrosyrtes monachus, CR) grifone africano (Gyps africanus, CR), grifone di Rüppell (G. rueppellii, CR) e avvoltoio testabianca (Trigonoceps occipitalis, CR).
Sei specie di rapaci abitano stabilmente il paese; 41 specie migratrici visitano il Niger giungendo dall'Europa. Gli uccelli migratori sono uno spettacolo comune durante la stagione delle piogge, quando le regioni aride si trasformano temporaneamente in zone umide. Le specie migratrici sono soprattutto uccelli acquatici e rapaci, ma tra essi figurano anche gli usignoli e gli stiaccini che trascorrono i mesi estivi nei giardini d'Europa. Il Niger non ha specie avicole endemiche o semi-endemiche.

#### Rettili
Rettili degni di nota sono il coccodrillo del Nilo (Crocodylus niloticus) e lucertole quali Varanus griseus e V. niloticus. Sono state segnalate anche due specie di pitoni, Python sebae e P. regius. Tra le testuggini ricordiamo la testuggine sulcata (Centrochelys sulcata); tra le tartarughe acquatiche figurano Trionyx triunguis e Pelomedusa subrufa.

#### Ittiofauna

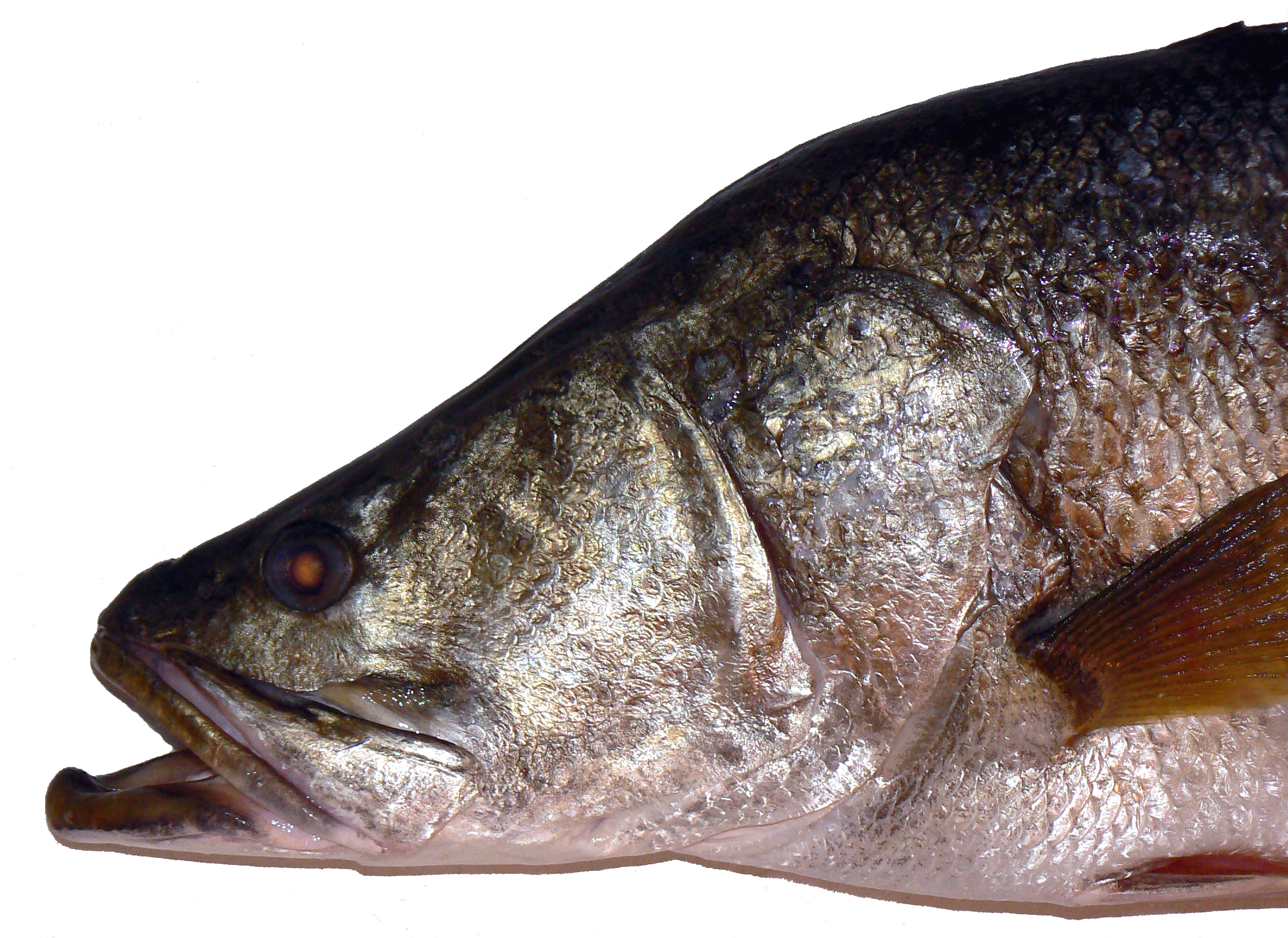
Una perca del Nilo (Lates niloticus).

Il fiume Niger e il lago Ciad sono un habitat favorevole ai pesci. Il lago Ciad ne ospita 85 specie. La specie più importante tra queste è la perca del Nilo (Lates niloticus), che ha un ricco potenziale economico. Nella stagione secca, quando il lago e le pozze d'acqua si prosciugano, i pesci sopravvivono sepolti nella sabbia protetti da una membrana di muco. Anche diverse specie di anfibi sopravvivono ai periodi di aridità seppellendosi nel terreno umido.

## Minacce
Il Niger deve affrontare numerosi problemi ambientali, in primis le tecniche agricole distruttive conseguenti alla pressione antropica. Altre minacce sono la caccia illegale, gli incendi boschivi in alcune aree e l'invasione umana nelle pianure alluvionali del fiume Niger, terreni ideali per coltivare il riso. Inoltre, le dighe costruite sul fiume Niger nei paesi limitrofi di Mali e Guinea, oltre che nello stesso Niger, sono causa della riduzione della portata del fiume, che provoca effetti diretti sull'ambiente. Un altro fattore implicato nella diminuzione della fauna selvatica è la mancanza di personale adeguato per proteggere i parchi e le riserve.